# Przejście graniczne Zasieki-Forst (kolejowe)
Przejście graniczne Zasieki-Forst (kolejowe) – istniejące do 2007 polsko-niemieckie kolejowe przejście graniczne, położone w województwie lubuskim, w powiecie żarskim, w gminie Brody, w miejscowości Zasieki.

## Opis
Przejście graniczne Zasieki-Forst z miejscem odprawy granicznej po stronie polskiej w miejscowości Tuplice i po stronie niemieckiej w miejscowości Forst (Lausitz) oraz na trasie przejazdu pociągu Tuplice–Forst, czynne całą dobę. Dopuszczone było przekraczanie granicy dla ruchu osobowego i towarowego oraz mały ruch graniczny. Obie miejscowości łączył most na Nysie Łużyckiej. Kontrolę graniczną osób, towarów i środków transportu wykonywała kolejno: Graniczna Placówka Kontrolna Straży Granicznej w Olszynie i Placówka Straży Granicznej w Olszynie.
21 grudnia 2007 na mocy układu z Schengen przejście graniczne zostało zlikwidowane.

### Przejście graniczne z NRD
W okresie istnienia Niemieckiej Republiki Demokratycznej funkcjonowało w tym miejscu polsko-niemieckie kolejowe przejście graniczne Zasieki. Czynne było codziennie przez całą dobę. Dopuszczone było przekraczanie granicy dla ruchu towarowego, następnie rozszerzono o ruch osobowy. Kontrolę graniczną osób, towarów i środków transportu wykonywała kolejno: Graniczna Placówka Kontrolna Zasieki, Strażnica WOP Zasieki, Graniczna Placówka Kontrolna Olszyna.

## Galeria

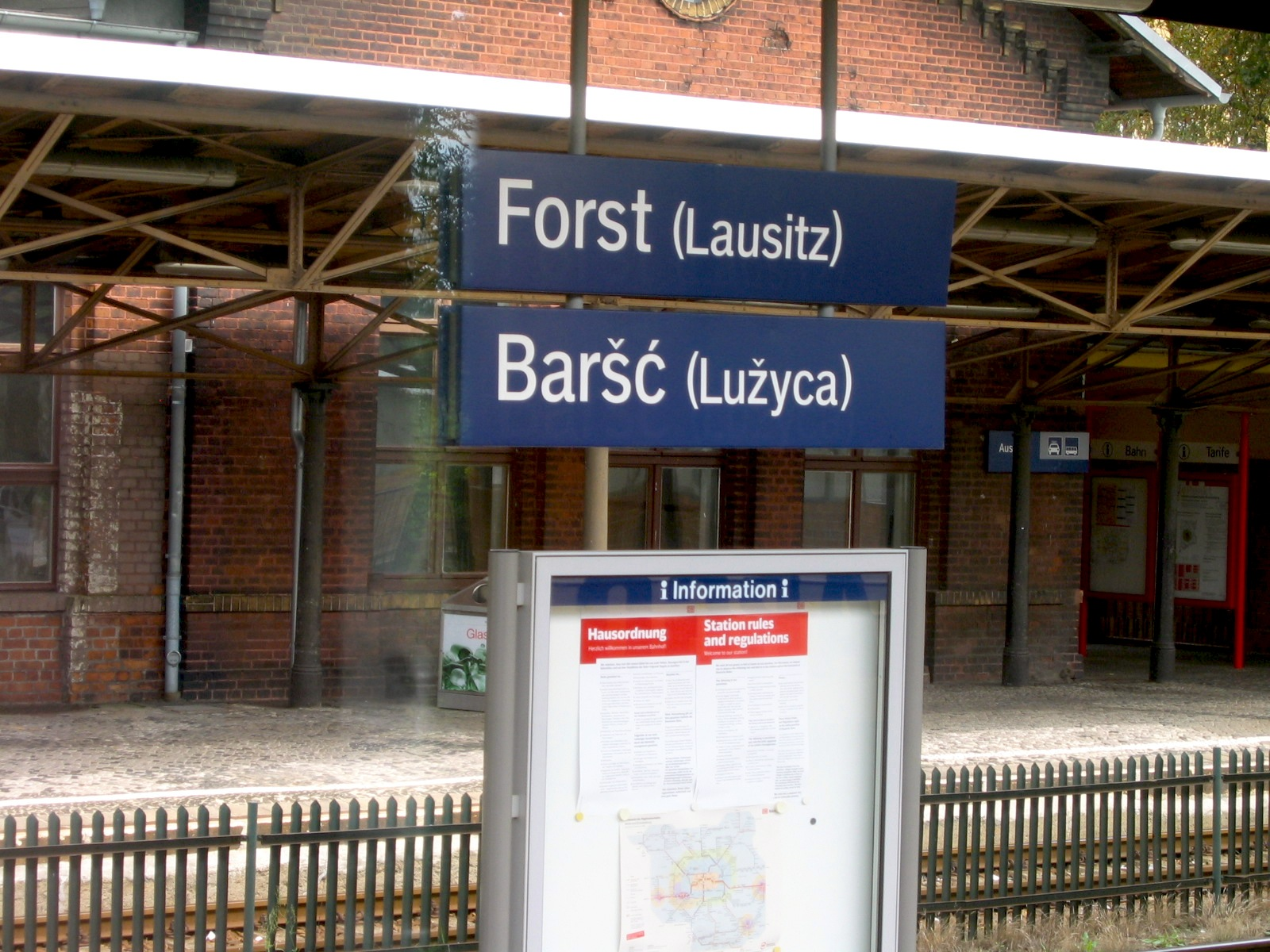
Tablice informacyjne na stacji kolejowej w Forst (Lausitz) (sierpień 2008)
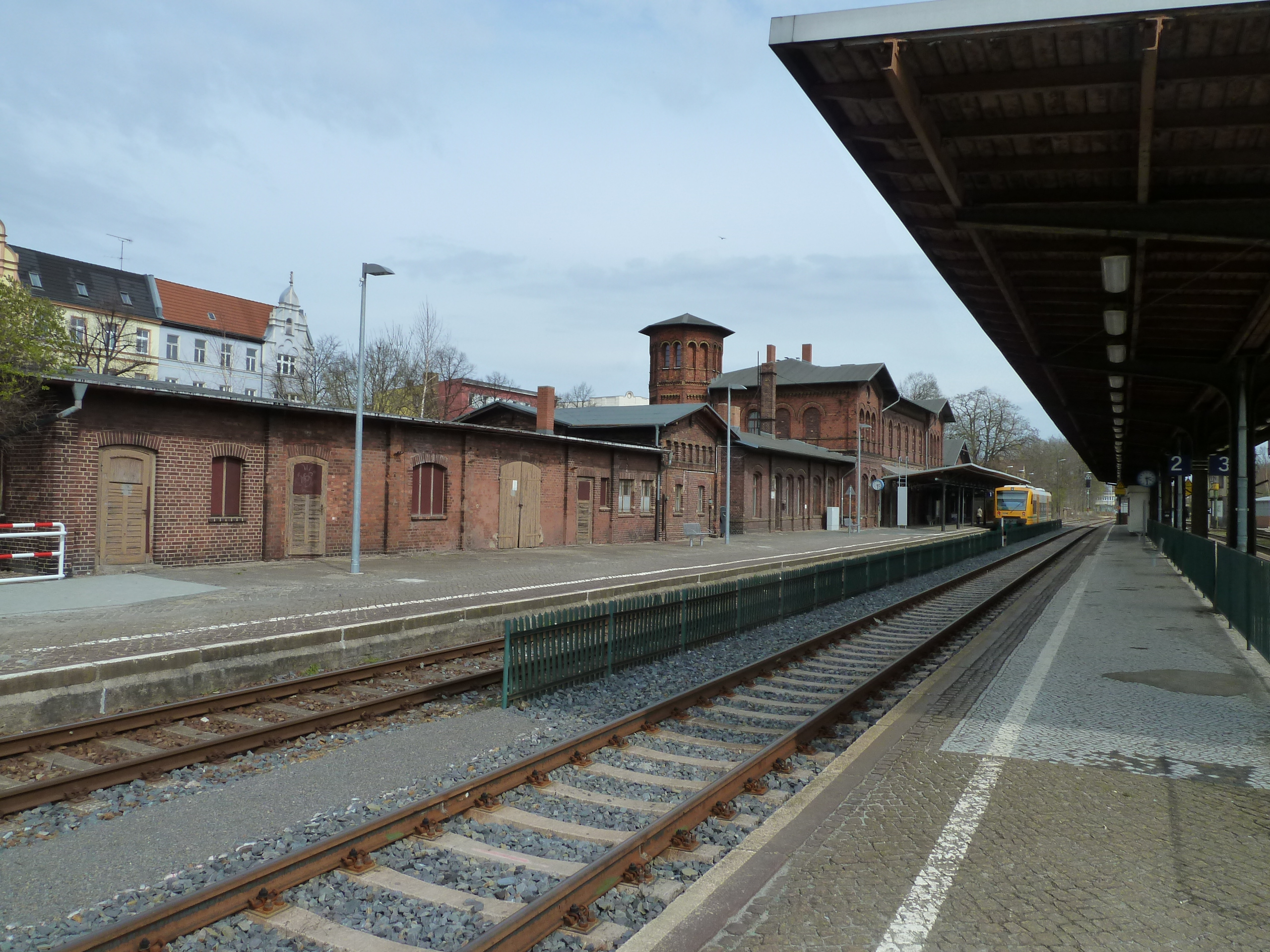
Stacja kolejowa w Forst (Lausitz) (kwiecień 2012)